# Ранчо Ерманос Валензуела, Р. Валензуела (Енсенада)
Ранчо Ерманос Валензуела, Р. Валензуела (шп. Rancho Hermanos Valenzuela, R. Valenzuela) насеље је у Мексику у савезној држави Доња Калифорнија у општини Енсенада. Насеље се налази на надморској висини од 368 м.

## Становништво
Према подацима из 2005. године у насељу су живела 4 становника.

### Хронологија
| Година       | 2000 | 2005 |
| ------------ | ---- | ---- |
| Становништво | 13   | 4    |

### Попис
| # | Индикатор                        | Вредност |
| - | -------------------------------- | -------- |
| 1 | Укупно појединачних домаћинстава | 1        |